# Lista światowego dziedzictwa UNESCO w Turcji
Lista światowego dziedzictwa UNESCO w Turcji – lista miejsc w Turcji wpisanych na listę światowego dziedzictwa UNESCO, ustanowionej na mocy konwencji w sprawie ochrony światowego dziedzictwa kulturowego i naturalnego, przyjętej przez UNESCO na 17. sesji w Paryżu 16 listopada 1972 i ratyfikowanej przez Turcję 16 marca 1983 roku.
Obecnie (stan w 2023 roku) na liście znajdują się 21 obiektów: 19 dziedzictwa kulturowego i 2 o charakterze kulturowo–przyrodniczym.
Na tureckiej liście informacyjnej UNESCO – liście obiektów, które Turcja zamierza rozpatrzyć do zgłoszenia do wpisu na listę światowego dziedzictwa, znajdują się 82 obiekty (stan w roku 2023).

## Obiekty na liście światowego dziedzictwa UNESCO
Poniższa tabela przedstawia tureckie obiekty na liście światowego dziedzictwa UNESCO:
Nr ref. – numer referencyjny UNESCO;
Obiekt – polskie tłumaczenie nazwy wpisu na liście wraz z jej angielskim oryginałem;
Położenie – miasto, region; współrzędne geograficzne;
Typ – klasyfikacja według Komitetu Światowego Dziedzictwa:
- kulturowe (K),
- przyrodnicze (P),
- kulturowo–przyrodnicze (K,P);

Rok wpisu – rok wpisu na listę;
Opis – krótki opis obiektu wraz z informacjami o jego zagrożeniu.
| Nr ref. | Obiekt | Zdjęcie | Położenie                                                                                              | Typ                    | Rok  | Opis |
| ------- | --- | ------- | --- | ---------------------- | ---- | --- |
| 356     | Zabytkowe dzielnice Stambułu Historic Areas of Istanbul                                                               |         | Stambuł 41°00′00″N 29°00′00″E/41,000000 29,000000                                                      | K (i)(ii)(iii)(iv)     | 1985 | Stambuł z uwagi na swoje położenie geograficzne i ponad dwutysięczną historię ma wiele unikalnych zabytków, m.in. meczet Sulejmana, Błękitny Meczet, pałac Topkapı, Hagia Sophia, kościół Chora czy pozostałości murów Konstantynopola. |
| 357     | Park Narodowy Göreme i zabytki skalne w Kapadocji Göreme National Park and the Rock Sites of Cappadocia               |         | Nevşehir 38°40′00″N 34°51′00″E/38,666667 34,850000                                                     | K, P (i)(iii)(v)(vii)  | 1985 | W dolinie Göreme, której skały trawi erozja, znajdują się wykute w skale sanktuaria – unikalne świadectwo sztuki bizantyjskiej z okresu post-ikonoklastycznego, a także wydrążone w skale całe miasta i wioski – pozostałości tradycyjnego osadnictwa od IV w. |
| 358     | Wielki meczet i szpital Divriği Great Mosque and Hospital of Divriği                                                  |         | Divriği, Sivas 39°22′16,5″N 38°07′18,3″E/39,371250 38,121750                                           | K (i)(iv)              | 1985 | Meczet i kompleks szpitalny założone w latach 1228–1229. Meczet miał pojedynczą salę modlitw i był przekryty dwiema kopułami. Architektura meczetu charakteryzuje się wymyślną techniką konstrukcji sklepień i pomysłową dekoracją rzeźbiarską – zwłaszcza na trzech portalach, w kontraście do surowych ścian wewnętrznych. |
| 377     | Hattusa Hattusha: the Hittite Capital                                                                                 |         | Çorum 40°00′50,0″N 34°37′14,0″E/40,013889 34,620560                                                    | K (i)(ii)(iii)(iv)     | 1986 | Hattusa – dawna stolica państwa Hetytów, współcześnie stanowisko archeologiczne z pozostałościami świątyń, rezydencji królewskich i fortyfikacji, ruinami bram miejskich: Bramy Lwów i Bramy Królewskiej oraz zespołem skalnym Yazilikaya. |
| 448     | Nemrut Nemrut Dağ |         | Adıyaman 37°58′54,0″N 38°44′28,0″E/37,981667 38,741111                                                 | K (i)(iii)(iv)         | 1987 | Kompleks świątynno-sepulkralny (hierotezjon) wzniesiony na górze Nemrut przez króla Kommageny Antiocha I Theosa Dikajosa Epifanesa Filoromajosa Filhellena (69–34 p.n.e.) – świadectwo jednego z największych przedsięwzięć budowlanych epoki hellenistycznej. |
| 484     | Ksantos-Letoon Xanthos-Letoon                                                                                         |         | Antalya Muğla 36°20′06″N 29°19′13″E/36,335000 29,320278                                                | K (ii)(iii)            | 1988 | Ksantos – starożytna stolica Licji, rozbudowana w okresie hellenistyczno-rzymskim, obecnie stanowisko archeologiczne. Do dziś zachowały się pozostałości grobowców filarowych z cellą i sarkofagiem na szczycie, na monolitowych słupach, bogato zdobione reliefami, pochodzące z V–II wieku p.n.e. Letoon – starożytne sanktuarium i wyrocznia, najważniejsze miejsce kultu religijnego w Licji, sanktuarium związkowe Federacji Licyjskiej, obecnie stanowisko archeologiczne, z pozostałościami świątyń Latony, Artemidy i Apollona.                                        |
| 485     | Hierapolis-Pamukkale Hierapolis-Pamukkale                                                                             |         | Denizli 37°55′26,8″N 29°07′29,2″E/37,924111 29,124778                                                  | K,P (iii)(iv)(vii)     | 1988 | Pamukkale – gorące źródła wody bogatej w związki wapnia i dwutlenek węgla, z której po ochłodzeniu na powierzchni, wytrąca się węglan wapnia, tworząc unikalny krajobraz z lasów mineralnych, skamieniałych wodospadów oraz rozległych, piętrowych tarasów. Hierapolis – starożytne uzdrowisko położone na zboczu góry Cökelez, powyżej wapiennych tarasów Pamukkale, założone ok. II w. p.n.e. przez królów Pergamonu z dynastii Attalidów. Współcześnie zachowały się tu ruiny urządzeń termalnych, świątyń i innych zabudowań greckich.                                     |
| 614     | Miasto Safranbolu City of Safranbolu                                                                                  |         | Karabük 41°14′57,8″N 32°40′59,5″E/41,249389 32,683194                                                  | K (ii)(iv)(v)          | 1994 | Główny ośrodek na szlaku handlowym między Wschodem i Zachodem od XIII w. do początku XX w., z wieloma zabytkami z okresu największej świetności miasta, m.in. Starym Meczetem, łaźniami i medresą Sulejmana Paszy (1316–1357) z XIV w. |
| 849     | Troja – stanowisko archeologiczne Archaeological Site of Troy                                                         |         | Çanakkale 39°57′27,0″N 26°14′20,0″E/39,957500 26,238889                                                | K (ii)(iii)(vi)        | 1998 | Starożytne miasto, znane z wojny, opisanej w starogreckim poemacie epickim Iliada przypisywanemu Homerowi. Obecnie stanowisko archeologiczne, odkryte w 1870 roku przez Heinricha Schliemanna (1822–1890). Pozostałości Troi stanowią najbardziej znaczące świadectwo pierwszych kontaktów między cywilizacjami Anatolii i basenu Morza Śródziemnego. |
| 1366    | Zespół zabytkowy z meczetem Selimiye w Edirne Selimiye Mosque and its Social Complex                                  |         | Edirne 41°40′41″N 26°33′34″E/41,678056 26,559444                                                       | K (i)(iv)              | 2011 | Zespół budowli külliye w Edirne (pierwszej stolicy Imperium Osmańskiego), wzniesiony dla sułtana Selima II w latach 1569–1575 przez tureckiego architekta Sinana obejmujący m.in. meczet, dwie medresy (szkoła koraniczna i szkoła prawnicza) oraz halę targową. |
| 1405    | Çatalhöyük Neolithic Site of Çatalhöyük                                                                               |         | Konya 37°39′59,4″N 32°49′31,7″E/37,666500 32,825472                                                    | K (iii)(iv)            | 2012 | Pozostałości osady neolitycznej, stanowisko archeologiczne obejmujące dwa kopce: wschodni kopiec z osiemnastoma warstwami zawierającymi ślady działalności człowieka z epoki neolitu, z okresu 7400–6200 p.n.e., m.in. malowidła, płaskorzeźby, rzeźby oraz inne obiekty artystyczne lub o charakterze symbolicznym; oraz kopiec zachodni ze śladami działalności człowieka z okresu 6200–5200 p.n.e. Znajdują się tu pozostałości unikalnych osad bez ulic, złożonych ze skupisk domostw przylegających do siebie tylnymi ścianami, do których wejścia prowadziły przez dach. |
| 1452    | Bursa i Cumalıkızık: narodziny Imperium Osmańskiego Bursa and Cumalıkızık: the Birth of the Ottoman Empire            |         | Bursa 40°11′00″N 29°04′00″E/40,183333 29,066667 40°10′36″N 29°10′20″E/40,176667 29,172222              | K (i)(ii)(iv)(vi)      | 2014 | Osiem miejsc na terenie miasta Bursy i pobliskiej wioski Cumalıkızık, które są świadectwem rozwoju systemu miejskiego i wiejskiego stanowiącego podstawę Imperium Osmańskiego, m.in. handlowe dzielnice chanów, kompleksy külliye z meczetami, szkołami religijnymi, publicznymi łaźniami i kuchnią dla ubogich, a także grobowiec Orchana, założyciela dynastii osmańskiej. |
| 1457    | Krajobraz kulturowy – świadectwo różnych epok w Pergamonie Pergamon and its Multi-Layered Cultural Landscape          |         | Izmir 39°08′00″N 27°11′00″E/39,133333 27,183333                                                        | K (i)(ii)(iii)(iv)(vi) | 2014 | Dawna stolica starożytnego państwa pergamońskiego, współcześnie stanowisko archeologiczne z pozostałościami akropolu – centrum władzy Attalidów i głównego ośrodka życia intelektualnego w świecie starożytnym. Znajdują się tu ruiny monumentalnych świątyń, teatrów, propylei, gimnazjonu oraz Biblioteki Pergamońskiej. Ponadto znajduje się tu wiele zabytków z czasów rzymskich, bizantyjskich i osmańskich. Wielki Ołtarz Zeusa, stojący pośrodku dziedzińca na drugim tarasie pergameńskiego akropolu, znajduje się obecnie w Muzeum Pergamońskim w Berlinie.           |
| 1488    | Cytadela w Diyarbakır i ogrody Hevsel – krajobraz kulturowy Diyarbakır Fortress and Hevsel Gardens Cultural Landscape |         | Diyarbakır 37°54′11,2″N 40°14′21,5″E/37,903100 40,239308 37°54′39,1″N 40°13′38,2″E/37,910861 40,227278 | K (iv)                 | 2015 | Kilka obiektów na terenie miasta Diyarbakır: cytadela wraz z murami obronnymi o długości 5,8 km z licznymi wieżami, bramami, przyporami i 63 inskrypcjami, ogrody Hevsel położone u stóp cytadeli nad rzeką Tygrys, źródło Anzele i most Dicle Köprüsü. |
| 1018    | Efez Ephesus |         | Izmir 37°56′23,0″N 27°20′55,0″E/37,939719 27,348611                                                    | K (iii)(iv)(vi)        | 2015 | Starożytne miasto, ośrodek cywilizacji helleńskiej i rzymskiej, obecnie stanowisko archeologiczne z pozostałościami monumentalnych budowli z okresu Cesarstwa Rzymskiego m.in. Biblioteki Celsusa i teatru. W Efezie znajdowała się również Świątynia Artemidy w Efezie, uznawana za jeden z siedmiu cudów świata, po której nie zostało jednak wiele śladów. |
| 1518    | Stanowisko archeologiczne Ani Archaeological Site of Ani                                                              |         | Kars 40°30′27″N 43°34′22″E/40,507500 43,572778                                                         | K (ii)(iii)(iv)        | 2016 | Miasto przy granicy Turcji z Armenią, dawna stolica Ani (państwo) – królestwa Bagratydów, przeżywające swój rozkwit w X–XI w., kiedy kontrolowało handel na jednym z odcinków Jedwabnego szlaku. Upadło po inwazji Mongołów i potężnym trzęsieniu ziemi w 1319 roku. Współcześnie stanowisko archeologiczne z pozostałościami zabudowy średniowiecznej, będącej świadectwem ewolucji architektury epoki w okresie od VII do XIII w. |
| 1519    | Afrodyzja Aphrodisias                                                                                                 |         | Aydın 37°42′30″N 28°43′25″E/37,708333 28,723611                                                        | K (ii)(iii)(iv)(vi)    | 2017 | Starożytne miasto w Karii z III w. p.n.e., lokalny ośrodek kultu bogini-matki utożsamianej przez starożytnych Greków z Afrodytą. Współcześnie stanowisko archeologiczne z pozostałościami świątyni Afrodyty, buleuterionu, sebastejonu, odeonu, stadionu itd. Wpis obejmuje także kamieniołomy marmuru na północny wschód od miasta. |
| 1572    | Göbekli Tepe The Archaeological Site of Göbeklitepe                                                                   |         | Şanlıurfa 37°13′23,7″N 38°55′20,5″E/37,223242 38,922364                                                | K (i)(ii)(iv)          | 2018 | Stanowisko archeologiczne kryjące pozostałości prehistorycznego sanktuarium z neolitu. |
| 1622    | Arslantepe Arslantepe Mound                                                                                           |         | Malatya 38°22′55,5″N 38°21′39,7″E/38,382083 38,361028                                                  | K (iii)                | 2021 | Starożytne miasto Melid, współcześnie stanowisko archeologiczne z pozostałościami monumentalnego kompleksu pałacowego z gliny datowanego na IV w. p.n.e. |
| 1694    | Drewniane hypostylowe meczety średniowiecznej Anatolii Wooden Hypostyle Mosques of Medieval Anatolia                  |         | | K (ii)(iv)             | 2023 | Meczety o drewnianych dachach, wsparte na drewnianych kolumnach, budowane w Anatolii od XIII w. |
| 1669    | Gordion |         | Ankara 39°39′18″N 31°59′39″E/39,655000 31,994167                                                       | K (iii)                | 2023 | Starożytne miasto, stolica Frygii – współcześnie stanowisko archeologiczne z pozostałościami cytadeli. W pobliżu znajdują się liczne kurhany. |

## Obiekty na tureckiej Liście Informacyjnej UNESCO
Poniższa tabela przedstawia obiekty na tureckiej Liście Informacyjnej UNESCO:
Nr ref. – numer referencyjny UNESCO;
Obiekt – polskie nazwa obiektu wraz z jej angielskim oryginałem na tureckiej Liście Informacyjnej;
Położenie – miasto, region; współrzędne geograficzne;
Typ – klasyfikacja według zgłoszenia:
- kulturowe (K),
- przyrodnicze (P),
- kulturowo–przyrodnicze (K,P);

Rok wpisu – rok wpisu na Listę Informacyjną;
Opis – krótki opis obiektu wraz z informacjami o jego zagrożeniu.
| Nr ref. | Obiekt | Zdjęcie | Położenie | Typ                    | Rok  | Opis |
| ------- | --- | ------- | --- | ---------------------- | ---- | --- |
| 666     | Jaskinia Karain Karain Cave |         | Antalya 37°04′40″N 30°34′15″E/37,077778 30,570833 | K (iii)(vi)            | 1994 | Jaskinia w skale wapiennej, z licznymi stalaktytami i stalagmitami, w której znaleziono ślady bytności ludzi z okresu paleolitu. Na zewnątrz jaskini znajdują się nisze z inskrypcjami w języku greckim. |
| 1397    | Monaster Sumela Sümela Monastery (The Monastery of Virgin Mary) |         | Trabzon 40°41′24″N 39°39′30″E/40,690000 39,658333 | K (i)(iii)             | 2000 | Kompleks klasztorny wzniesiony na skałach Doliny Altmdere w Górach Pontyjskich. Budowa kompleksu rozpoczęła się w 385 roku i a ostatnie prace przeprowadzono w XIX w. Klasztor przeżywał swoje największe lata rozkwitu za panowania Aleksego III Komnena (1338–1390) i Michała Wielkiego Komnena (1284–1349). Monaster został splądrowany i spalony przez wojska bizantyjskie w 650 roku, a później odbudowany przez Komnenów. |
| 1398    | Klasztor Alahan Alahan Monastery |         | Mersin 36°47′29″N 33°21′13″E/36,791389 33,353611 | K (i)(iii)(iv)         | 2000 | Ruiny wczesnośredniowiecznego kompleksu klasztornego. |
| 1399    | Kościół św. Mikołaja w Mirze St. Nicholas Church |         | Antalya 36°14′41,4″N 29°59′07,3″E/36,244822 29,985347 | K (i)(iii)(iv)         | 2000 | Kościół z IV w. w Mirze poświęcony Mikołajowi z Miry. |
| 1400    | Harran i Şanlıurfa Harran and Sanliurfa |         | Şanlıurfa 36°51′52,5″N 39°01′52,2″E/36,864583 39,031167 37°09′30″N 38°47′30″E/37,158333 38,791667 | K (i)(ii)(iii)(iv)     | 2000 | Şanlıurfa znana jest jako „miasto proroków”; mieli żyć tu Abraham, Hiob, Jetro i święty Jerzy. W mieście znajduje się wiele zabytków o charakterze religijnym. Harran, wzmiankowane w Biblii i w tekstach z Mari z XVIII w. p.n.e., było ważnym ośrodkiem cywilizacji starożytnej – współcześnie zachowały się jedynie ruiny miasta z charakterystycznymi, stożkowatymi domami z gliny przypominającymi kształtem ule.          |
| 1401    | Grobowce w Ahlacie, cytadeli z okresu Urartu i Imperium Osmańskiego The Tombstones of Ahlat the Urartian and Ottoman citadel |         | Bitlis 38°45′10″N 42°29′40″E/38,752778 42,494444 | K (i)(iii)             | 2000 | Grobowce z XII–XV w. – świadectwo ewolucji islamskiej tradycji funeralnej. |
| 1403    | Karawanseraje z okresu Seldżukidów pomiędzy Denizli a Doğubayazıt Seljuk Caravanserais on the route from Denizli to Dogubeyazit |         | Tr | K (ii)(iii)(iv)        | 2000 | Pomiędzy Denizli a Doğubayazıt znajdowało się ok. 40 karawanserajów wzniesionych dla podróżnych za panowania Seldżukidów, z czego 10 zachowało się do XXI w. |
| 1404    | Konya – dawna stolica Sułtanatu Seldżuków Konya-A capital of Seljuk Civilization |         | Konya 37°52′00″N 32°29′00″E/37,866667 32,483333 | K (i)(ii)(iv)          | 2000 | Konya była stolicą Sułtanatu Seldżuków w XII–XIII w. W mieście zachowało się wiele budynków w charakterystycznym stylu architektury kamiennej Seldżuków, m.in. Meczet Alladyna czy medrasa Sircali. |
| 1405    | Alanya |         | Antalya 36°32′50,0″N 31°59′41,5″E/36,547222 31,994850 | K (iii)(iv)            | 2000 | Miasto z wieloma zabytkami architektury średniowiecznej, m.in. twierdzą seldżucką i XIII-wieczną Czerwoną Wieżą. |
| 1406    | Krajobraz kulturowy Mardinu Mardin Cultural Landscape |         | Mardin 37°19′00″N 40°44′16″E/37,316667 40,737778 | K (ii)(iii)(iv)        | 2000 | Średniowieczne miasto na zboczach wzgórza, na którego szczycie znajduje się twierdza. W mieście zachowało się wiele zabytków średniowiecznej architektury kamiennej, m.in. kompleks klasztorny Deyrulzafaran. |
| 1409    | Kościół św. Pawła i studnia św. Pawła wraz z historyczną dzielnicą w Tarsie St.Paul Church, St.Paul’s Well and surrounding historic quarters |         | Mersin 36°54′51″N 34°53′52″E/36,914167 34,897778 | K (ii)(iii)(iv)        | 2000 | Kościół św. Pawła i studnia św. Pawła w Tarsie – rodzinnym mieście św. Pawła. |
| 1410    | Pałac Ishaka Paszy Ishak Pasha Palace |         | Ağrı 39°31′14″N 44°07′44″E/39,520556 44,128889 | K (i)(iii)(iv)         | 2000 | Pałac znajduje się na jedwabnym szlaku a jego architektura charakteryzuje się wieloma stylami: seldżuckim, osmańskim i perskim. |
| 1411    | Kekova |         | Antalya 36°11′00″N 29°53′00″E/36,183333 29,883333 | K,P                    | 2000 | Region z wieloma wyspami, zatokami i częściowo zatopionym starożytnym miastem. |
| 1412    | Park Narodowy Güllük Dagi-Termessos Güllük Dagi-Termessos National Park |         | Antalya 36°58′57″N 30°27′53″E/36,982500 30,464722 | K,P                    | 2000 | Na terenie Parku Narodowego Güllük Dagi na wysokości 1050 m n.p.m. znajduje się starożytne miasto Termessos wspominane w starogreckim poemacie epickim Iliada przypisywanemu Homerowi. Do dziś zachowały się pozostałości murów obronnych, teatru, gimnazjonu, agory, odeonu, grobowców, cystern itd. W granicach parku występują kozioł śnieżny, daniel zwyczajny i orzeł przedni.                                             |
| 5408    | Starożytne miasta cywilizacji liceńskiej Ancient Cities of Lycian Civilization |         | Antalya Muğla | K (iii)(iv)            | 2009 | Pozostałości cywilizacji liceńskiej, m.in. gmach parlamentu w Patarze, grobowce z inskrypcjami, twierdze, świątynie, domy itd. |
| 5409    | Sagalassos Archaeological Site of Sagalassos |         | Burdur 37°40′41″N 30°31′10″E/37,678056 30,519444 | K (ii)(iii)            | 2009 | Starożytne miasto – „pierwsze miasto Pizydii”, wyludniło się wskutek epidemii w VI w. i najazdów Arabów w VII w.; współcześnie stanowisko archeologiczne z pozostałościami klasycznych budowli. |
| 5411    | Perge Archaeological Site of Perge |         | Antalya 36°57′39″N 30°51′12″E/36,960833 30,853333 | K (ii)                 | 2009 | Ruiny starożytnego miasta Pamfilii z pozostałościami zabudowy z późnego okresu klasycznego |
| 5613    | Kościół św. Piotra w Hatay Hatay, St. Pierre Church |         | Hatay 36°12′31,9″N 36°10′43,5″E/36,208864 36,178764 | K (iii)(vi)            | 2011 | Kościół z I w. koło Antiochii, wykuty w skale w miejscu gdzie św. Piotr miał wygłaszać po raz pierwszy kazania. |
| 5724    | Aizanoi Aizanoi Antique City |         | Kütahya 39°12′00″N 29°37′00″E/39,200000 29,616667 | K (ii)(iv)             | 2012 | Starożytne miasto odkryte w 1824 roku z pozostałościami m.in. świątyni Zeusa i jednej z pierwszej na świecie giełdy. |
| 5726    | Zeugma Archeological Site of Zeugma |         | Gaziantep 37°03′31″N 37°51′57″E/37,058611 37,865833 | K (ii)(iii)(iv)        | 2012 | Antyczne miasto na pograniczu Azji Mniejszej, Syrii i Mezopotamii, nazwane „Seleucją” na cześć jej założyciela Seleukosa I Nikatora. Współcześnie stanowisko archeologiczne z pozostałościami greckiej i rzymskiej agory, stadionu, teatru, łaźni, budynków administracyjnych rzymskich legionów, murów obronnych i nekropoli.                                                                                                  |
| 5728    | Birgi Historic Town of Birgi |         | Izmir 38°15′00″N 28°03′00″E/38,250000 28,050000 | K (ii)(iv)             | 2012 | Starożytne miasto z zabytkami z okresu średniowiecza, m.in. z Wielkim Meczetem z XIV w. oraz z tradycyjną zabudową z XIX w. |
| 5729    | Mauzoleum Hekatomnosa Mausoleum and Sacred area of Hecatomnus |         | Muğla 37°18′00″N 27°46′00″E/37,300000 27,766667 | K (i)(iii)(iv)         | 2012 | Mauzoleum datowane na IV w. p.n.e., wzniesione dla Hekatomnosa, władcy Karii, i jego rodziny. |
| 5730    | Beçin Medieval City of Beçin |         | Muğla 37°16′30″N 27°47′21″E/37,275000 27,789167 | K (ii)                 | 2012 | Historyczne miasto z wieloma zabytkami z okresu średniowiecza, m.in. twierdzą. |
| 5731    | Niğde Historical Monuments of Niğde |         | Niğde 37°58′00″N 34°40′45″E/37,966667 34,679167 | K (ii)                 | 2012 | Miasto z wieloma zabytkami z okresu średniowiecza, m.in. cytadelą, Meczetem Alladyna, bazarem, fontanna Nalbantlara oraz wieloma kościołami ormiańskimi i greckimi. |
| 5732    | Kamieniołom i warsztat kamieniarski Yesemek Yesemek Quarry and Sculpture Workshop |         | Gaziantep 36°53′35″N 36°44′40″E/36,893056 36,744444 | K (ii)(iii)            | 2012 | Stanowisko archeologiczne z pozostałościami warsztatu kamieniarskiego z okresu Hetytów (900–800 p.n.e.), m.in. z pozostałościami rzeźb w różnych stadiach ich tworzenia. |
| 5733    | Odunpazarı Odunpazari Historical Urban Site |         | Eskişehir 39°46′00″N 30°32′00″E/39,766667 30,533333 | K (iii)(vi)            | 2012 | Historyczna dzielnica Odunpazarı z zabytkami z okresu Seldżukidów, Imperium Osmańskiego i czasów Republiki Tureckiej, m.in. Meczetem Alladyna (1271), XIII-wiecznym Meczetem Haci Hasan, kompleksem meczetu Kursunlu (1525), XIII-wiecznym Meczetem Haci Hasan oraz wieloma konakami. |
| 5734    | Zamek Mamure Mamure Castle |         | Anamur Mersin 36°04′51″N 32°53′40″E/36,080833 32,894444 | K (iv)(v)              | 2012 | Jeden z największych zamków Turcji, prawdopodobnie początki zamku sięgają czasów Rzymian (III–IV w.); zamek był później rozbudowywany w okresie Bizancjum i wypraw krzyżowych oraz za panowania Seldżukidów, zamek remontowano kilkakrotnie w okresie Imperium Osmańskiego w XV, XVI i XVIII w. |
| 5735    | Kompleks Hadżdżiego Bektasza Waliego Haci Bektas Veli Complex |         | Hacibektaş Nevşehir 38°56′00″N 34°33′00″E/38,933333 34,550000 | K (iii)(vi)            | 2012 | Wzniesiony w XIV w. kompleks filozofa i mistyka Hadżdżiego Bektasza Waliego (1209–1271), centrum bektaszytów. |
| 5823    | Laodycea Archaeological site of Laodikeia |         | Denizli 37°50′09″N 29°06′27″E/37,835833 29,107500 | K (ii)(iii)(iv)        | 2013 | Starożytne miasto na terenie Frygii, współcześnie stanowisko archeologiczne z zachowanymi m.in. pozostałościami stadionu gimnazjonu, łaźni rzymskich i dwóch teatrów. |
| 5824    | Tuz Lake Tuz Special Environmental Protection Area (SEPA) |         | Ankara 38°44′00″N 33°23′00″E/38,733333 33,383333 | P (vii)(viii)(x)       | 2013 | Słone jezioro w środkowej Turcji; drugie pod względem wielkości jeziorem Turcji. |
| 5829    | Sardes The Ancient City of Sardis and the Lydian Tumuli of Bin Tepe |         | Manisa 38°29′18″N 28°02′25″E/38,488333 28,040278 | K (i)(ii)(iii)         | 2013 | Starożytne miasto w Azji Mniejszej, stolica Lidii, współcześnie stanowisko archeologiczne z pozostałościami m.in. świątyni Artemidy. |
| 5900    | İznik |         | Bursa 40°25′44″N 29°43′10″E/40,428889 29,719444 | K (ii)(iii)(v)         | 2014 | W starożytności i średniowieczu „Nicea”, centrum chrześcijaństwa – odbyły się tu dwa sobory: sobór nicejski I w roku 325 i sobór nicejski II w roku 787. W mieście zachowało się wiele zabytków średniowiecznych. |
| 5901    | Kompleks meczetu Zeynel Abidin i Kościół św. Jakuba w Nisibis Zeynel Abidin Mosque Complex and Mor Yakup (Saint Jacob) Church |         | Nusaybin Mardin 37°04′00″N 41°13′00″E/37,066667 41,216667 | K (iii)(iv)            | 2014 | Kompleks meczetu Zeynel Abidin i kościół św. Jakuba – oddalone od siebie o 100 m średniowieczne świątynie stanowią świadectwo koegzystencji dwóch religii w Nisibis. |
| 5902    | Grób Ahiego Ewrena Tomb of Ahi Evran |         | Kırşehir 39°08′53″N 34°09′33″E/39,148056 34,159167 | K (iii)(vi)            | 2014 | Grób tureckiego kaznodziei bektaszytówAhiego Ewrena (1169–1261). |
| 5903    | Tunel Wespazjana Tytusa Vespasianus Titus Tunnel |         | Samandağ Hatay 36°07′14″N 35°55′19″E/36,120556 35,921944 | K (i)(iv)              | 2014 | Rzymski tunel do odprowadzania wody, która spływając z Gór Nur zagrażała miastu i portowi; jego budowa rozpoczęła się za panowania cesarza Wespazjana, a zakończona została za panowania jego syna Tytusa. |
| 5905    | Kanesz Archaeological Site of Kültepe-Kanesh |         | Kayseri 38°51′00″N 35°38′00″E/38,850000 35,633333 | K (ii)(iii)            | 2014 | Stanowisko archeologiczne na wzgórzu Kültepe. Odkryto tu tysiące glinianych tabliczek (tzw. „tabliczki kapadockie”), pokrytych pismem klinowym w dialekcie staroasyryjskim. Ich odczytanie pozwoliło ustalić, że w Kanesz na początku II tysiąclecia znajdowała się asyryjska kolonia handlowa. |
| 5906    | Kaunos Ancient City of Kaunos |         | Muğla 36°49′35″N 28°37′17″E/36,826389 28,621389 | K (i)(ii)(iii)(iv)     | 2014 | Starożytne miasto portowe Kaunos, współcześnie stanowisko archeologiczne z zachowanymi pozostałościami budowli z okresu rzymskiego i bizantyjskiego. |
| 5907    | Anatolijskie medresy Seldżuków Medresa İnce Minareli Medresa Karatay Medresa Çifte Minareli w Erzurum Medresa Yakutiye Medresa Buruciye Medresa Çifte Minareli w Sivas Medresa Gök w Sivas Medresa Sahibiye w Kayseri Medresa Çifte w Kayseri Medresa Cacabey Anatolian Seljuks Madrasahs                                                                                 |         | 37°52′22″N 32°29′23″E/37,872778 32,489722 37°52′29″N 32°29′34″E/37,874722 32,492778 39°54′20″N 41°16′42″E/39,905556 41,278333 39°54′23″N 41°16′19″E/39,906389 41,271944 39°44′56″N 37°00′55″E/39,748889 37,015278 39°44′54″N 37°00′50″E/39,748333 37,013889 39°44′39″N 37°01′00″E/39,744167 37,016667 38°43′24″N 35°29′12″E/38,723333 35,486667 38°43′26″N 35°29′02″E/38,723889 35,483889 39°08′42″N 34°09′41″E/39,145000 34,161389 | K (ii)(iv)             | 2014 | 10 medres z XII–XIII w. wzniesionych w Anatolii przez Seldżuków. |
| 5909    | Korykos Ancient City of Korykos |         | Mersin 36°27′55″N 34°09′15″E/36,465278 34,154167 | K (ii)(iii)(iv)        | 2014 | Starożytne miasto z pozostałościami zamku wzniesionego na skałach 200 m od brzegu, grobowcami władców Korykosu. |
| 5910    | Anazarbus Ancient City of Anazarbos |         | Adana 37°15′24″N 35°54′03″E/37,256667 35,900833 | K (iii)(iv)(vi)        | 2014 | Starożytne miasto w Cylicji, współcześnie stanowisko archeologiczne z pozostałościami głównej ulicy miasta z kolumnadą, rzymskiego łuku triumfalnego, amfiteatru, stadionu, teatru, akweduktów i kilku bizantyjskich kościołów. |
| 5911    | Miejsca bitwy o Gallipoli: Çanakkale i Gallipoli Çanakkale (Dardanelles) and Gelibolu (Gallipoli) Battles Zones in the First World War |         | Çanakkale 40°22′02″N 26°27′18″E/40,367222 26,455000 | K (vi)                 | 2014 | Miejsca walk podczas I wojny światowej na półwyspie Gallipoli. |
| 5912    | Eflatun Pınar Eflatun Pinar: The Hittite Spring Sanctuary |         | Konya 37°49′22″N 31°41′21″E/37,822778 31,689167 | K (iii)(iv)(vi)        | 2014 | Hetyckie sanktuarium źródeł wody z pozostałościami monumentu zdobionego reliefami. |
| 6035    | Kościół św. Krzyża na Ahtamarze Akdamar Church |         | Wan 38°20′25″N 43°02′13″E/38,340278 43,036944 | K (i)(ii)(iii)(iv)(vi) | 2015 | Ormiański kościół św. Krzyża z X w. z zabytkowymi freskami. |
| 6036    | Aspendos The Theatre and Aqueducts of the Ancient City of Aspendos |         | Antalya 36°56′20″N 31°10′20″E/36,938889 31,172222 | K (i)(ii)(iv)          | 2015 | Starożytne greckie miasto w Azji Mniejszej, znane ze starożytnego teatru na 8500 miejsc, również obecnie wykorzystywanego do różnego rodzaju przedstawień i pokazów oraz pozostałości akweduktów. |
| 6037    | Eshab-ı Kehf külliye Eshab-ı Kehf Kulliye (Islamic-Ottoman Social Complex) |         | Kahramanmaraş 38°14′54″N 36°51′19″E/38,248333 36,855278 | K (iii)(vi)            | 2015 | Średniowieczny kompleks külliye, gdzie według legendy w jaskini przez 309 lat spało „Siedmiu Śpiących”. |
| 6038    | Mudurnu Historic Guild Town of Mudurnu |         | Bursa 40°28′00″N 31°13′00″E/40,466667 31,216667 | K (ii)(iv)             | 2015 | Miasto gildii kupieckich na jedwabnym szlaku z zachowaną średniowieczną zabudową. |
| 6039    | Góra Harşena i skalne grobowce władców Pontu Mount Harşena and the Rock-tombs of the Pontic Kings |         | Amasya 40°39′00″N 35°50′00″E/40,650000 35,833333 | K,P (iii)(vi)(vii)     | 2015 | Skalne groby królów Pontu z czasów hellenistycznych (III–I w. p.n.e.). |
| 6040    | Górzysta Frygia Mountainous Phrygia |         | Turcja zachodnia 39°12′03″N 30°42′57″E/39,200833 30,715833 | K (ii)(iii)(iv)        | 2015 | Frygia – starożytna kraina w zachodniej części Azji Mniejszej, z pozostałościami osad, twierdz, świątyń, monumentalnych skalnych grobowców, inskrypcji i reliefów naskalnych – świadectw kultury frygijskiej. |
| 6041    | Stratonikeja Ancient City of Stratonikeia |         | Muğla 37°18′53″N 28°03′57″E/37,314722 28,065833 | K (ii)(iv)             | 2015 | Starożytne miasto z pozostałościami architektury rzymskiej, m.in. gimnazjonu, świątyń, łaźni, teatru, kolumnady. |
| 6042    | Most w Uzunköprü The Bridge of Uzunköprü |         | Edirne 41°16′41″N 26°40′29″E/41,278056 26,674722 | K (iii)(iv)            | 2015 | XV-wieczny kamienny most w Uzunköprü, uznawany ówcześnie za najdłuższy most na świecie (1392 m). |
| 6043    | Grób Izmaila Fakirullaha i jego mechanizm refrakcji światła Ismail Fakirullah Tomb and its Light Refraction Mechanism |         | Siirt 37°57′56″N 42°00′35″E/37,965556 42,009722 | K (iv)(vi)             | 2015 | Grób Izmaila Fakirullaha z XVIII w. |
| 6044    | Pałac Gwiazd Yıldız Palace Complex |         | Stambuł 41°02′58,9″N 29°00′41,4″E/41,049691 29,011488 | K (ii)(iii)(iv)        | 2015 | Kompleks pałacowy z XVIII–XIX w. |
| 6113    | Most Malabadi The Malabadi Bridge |         | Diyarbakır 38°09′13″N 41°12′14″E/38,153611 41,203889 | K (iii)(iv)(vi)        | 2016 | Kamienny most z XII w. z okresu Artukidów – najdłuższy most łukowy na świecie. |
| 6114    | Forteca w Tuszpie i stare miasto Wan Tushpa/Van Fortress, the Mound and the Old City of Van |         | Wan 38°30′10″N 43°20′22″E/38,502778 43,339444 | K (iii)(iv)(vi)        | 2016 | Pozostałości twierdzy – rezydencji królów urartyjskich z IX w. p.n.e. w Tuszpie i średniowieczne stare miasto w Wanie. |
| 6117    | Kompleks sułtana Bajazyda II Sultan Bayezid II Complex: A Center of Medical Treatment |         | Edirne 41°41′09″N 26°32′38″E/41,685833 26,543889 | K (ii)(iv)(vi)         | 2016 | Külliye ufundowany przez sułtana Bajazyda II z ośrodkiem medycznym. |
| 6119    | Minaret Yivli Yivli Minaret Mosque |         | Antalya 36°53′11″N 30°42′16″E/36,886389 30,704444 | K (ii)(iv)             | 2016 | Meczet z minaretem z XIII w. |
| 6120    | Wielki Meczet w Sivrihisarze Sivrihisar Great Mosque |         | Sivrihisar Eskişehir 39°27′03″N 31°32′14″E/39,450833 31,537222 | K (ii)(iv)             | 2016 | XIII-wieczny meczet z drewnianym dachem i drewnianymi kolumnami. |
| 6121    | Zamek Bodrum The Bodrum Castle |         | Bodrum Muğla 37°01′54″N 27°25′46″E/37,031667 27,429444 | K (ii)(iii)(iv)        | 2016 | XV-wieczny zamek Zakonu Szpitalników Świętego Jana z Jerozolimy, zdobyty przez Sulejmana Wspaniałego w 1522 roku, odbudowany z materiałów pozyskanych z Mauzoleum w Halikarnasie. |
| 6122    | Kompleks meczetu Nuruosmaniye Nuruosmaniye Complex |         | Stambuł 41°00′36,8″N 28°58′13,9″E/41,010233 28,970539 | K (ii)(iii)(iv)        | 2016 | Zespół budowli wokół XVIII-wiecznego meczetu, przy którego budowie zastosowano europejskie style architektoniczne, m.in. barokowy. |
| 6123    | Kibyra Ancient city of Kibyra |         | Burdur 37°10′00″N 29°29′00″E/37,166667 29,483333 | K (iii)(iv)            | 2016 | Starożytne miasto, współcześnie stanowisko archeologiczne z pozostałościami architektury rzymskiej, m.in. stadionu, agory, teatru, odeonu, świątyń itd. |
| 6124    | Meczet Hacı Bayram Camii Haci Bayram Mosque and its Surrounding Area (the Haci Bayram District) |         | Ankara 39°56′39″N 32°51′28″E/39,944167 32,857778 | K (iv)(vi)             | 2016 | XV-wieczny meczet. |
| 6125    | Mokradła delty Kızılırmaku Kızılırmak Delta Wetland and Bird Sanctuary |         | 41°40′00″N 36°05′00″E/41,666667 36,083333 | P (vii)(x)             | 2016 | Mokradła delty Kızılırmaku o powierzchni 21.700 ha są ostoją dla 352 gatunków ptaków. |
| 6242    | Assos Archaeological Site of Assos |         | Çanakkale 39°29′16″N 26°20′13″E/39,487778 26,336944 | K (iii)(iv)(vi)        | 2017 | Starożytne miasto greckie, współcześnie stanowisko archeologiczne z pozostałościami architektury greckiej, m.in. teatru, świątyń, agory. |
| 6243    | Krajobraz przemysłowy Ayvalıku Ayvalık Industrial Landscape |         | Balıkesir 39°19′10″N 26°41′40″E/39,319444 26,694444 | K (iii)(v)             | 2017 | Centrum produkcji oliwy z oliwek. |
| 6244    | Krajobraz kulturowy İvriz Ivriz Cultural Landscape |         | Konya 37°24′35″N 34°10′21″E/37,409722 34,172500 | K (ii)(iii)(iv)        | 2018 | Dwa neo-hetyckie reliefy wykute w skale z XVIII w. p.n.e. |
| 6344    | Wczesny okres anatolijsko-tureckiego dziedzictwa: Niksar, stolica Daniszmendydów Early Period of Anatolian Turkish Heritage: Niksar, The Capital of Danishmend Dynasty |         | Tokat 40°35′00″N 36°58′00″E/40,583333 36,966667 | K (ii)(iv)(vi)         | 2018 | Dawna stolica Daniszmendydów, z dobrze zachowanymi zabudowaniami z okresu ich panowania. |
| 6345    | Podziemne struktury wodne w Gaziantep; „livas” i „kastels” The Underground Water Structures in Gaziantep; Livas’ and Kastels |         | Gaziantep 37°04′00″N 37°23′00″E/37,066667 37,383333 | K (iii)(iv)            | 2018 | Historyczny system wodny składa się z podziemnych tuneli wodnych („livas”), które dostarczają wodę do miasta oraz struktur wodnych („kastels”), które udostępniają wodę pochodzącą z tych tuneli do użycia. |
|         | Meczet Eşrefoğlu |         | Konya 37°41′00,4″N 31°43′07,1″E/37,683442 31,718647 |                        |      | |
|         | Meczet Mahmuta Beya |         | Kastamonu 41°28′49,5″N 33°41′17,6″E/41,480419 33,688231 |                        |      | |
|         | Wielki Meczet Sivrihisar |         | Eskişehir 39°27′03,2″N 31°32′14,6″E/39,450881 31,537375 |                        |      | |
|         | Wielki Meczet Afyon |         | Afyonkarahisar 38°45′18,1″N 30°31′47,0″E/38,755028 30,529714 |                        |      | |
|         | Meczet Arslanhane |         | Ankara 39°56′12,1″N 32°51′54,9″E/39,936697 32,865253 |                        |      | |
| 6347    | Most Justyniana The Bridge of Justinian |         | Sakarya 40°44′15″N 30°22′22″E/40,737500 30,372778 | K (iii)(iv)            | 2018 | Most Justyniana z okresu rzymskiego, o długości 350 m, łączący brzegi rzeki Sakaryi. |
| 6348    | Stanowisko archeologiczne Priene Archaeological Site of Priene |         | Aydın 37°39′31,6″N 27°17′51,3″E/37,658792 27,297594 | K (ii)(iii)(iv)(vi)    | 2018 | Antyczne miasto jońskie, obecnie stanowisko archeologiczne. |
| 6349    | Historyczne miasto Harput Historic City of Harput |         | Elazığ 38°42′18″N 39°15′05″E/38,705000 39,251389 | K (iii)(iv)(vi)        | 2018 | Antyczne miasto z zamkiem obronnym. |
| 6350    | Basilica Therma Basilica Therma (Sarıkaya Roma Hamamı) |         | Yozgat 39°29′42″N 35°22′34″E/39,495000 35,376111 | K (iv)                 | 2018 | Kompleks rzymskich łaźni Basilica Therma z II w. n.e. nieprzerwanie czynny do dziś. |
| 6403    | Park Krajobrazowy Jaskini Ballıca Nature Park of Ballıca Cave |         | Tokat 40°13′38″N 36°18′05″E/40,227222 36,301389 | P (vii)(viii)          | 2019 | Jaskinia o powierzchni 6500 m² charakteryzująca się licznymi formami krasowymi. |
| 5825    | Punkty handlowe i fortyfikacje na genueńskim szlaku handlowym pomiędzy Morzem Śródziemnym a Morzem Czarnym Zamek Yoros Wieża Galata Forteca Foça Zamek w Çandarlı Zamek w Çeşme Zamek w Amasrsze Zamek w Akçakocy Forteca w Sinopie Güvercinada i mury miejskie Kuşadası Trading Posts and Fortifications on Genoese Trade Routes from the Mediterranean to the Black Sea |         | 41°10′43″N 29°05′40″E/41,178611 29,094444 41°01′32″N 28°58′27″E/41,025556 28,974167 38°40′09″N 26°45′02″E/38,669167 26,750556 38°56′01″N 26°56′01″E/38,933611 26,933611 38°19′24,6″N 26°18′12,5″E/38,323500 26,303469 37°51′48,8″N 27°14′51,8″E/37,863556 27,247719 41°45′02″N 32°23′03″E/41,750556 32,384167 41°05′10″N 31°05′32″E/41,086111 31,092222 42°01′28″N 35°08′35″E/42,024444 35,143056                                   | K (ii)(iv)             | 2020 | Dziewięć punktów na genueńskim szlaku handlowym pomiędzy Morzem Śródziemnym a Morzem Czarnym. |
| 6469    | Historyczne miasto Beypazarı Historic City of Beypazarı |         | Ankara 40°10′13″N 31°55′16″E/40,170278 31,921111 | K (iii)                | 2020 | Antyczne miasto na szlaku jedwabnym. |
| 6470    | Stanowisko archeologiczne Karatepe-Aslantaş Karatepe-Aslantaş Archaeological Site |         | Osmaniye 37°15′33″N 36°14′09″E/37,259167 36,235833 | K (ii)(iii)(iv)        | 2020 | Stanowisko archeologiczne z pozostałościami cytadeli Karatepe-Aslantaş z epoki żelaza oraz stanowiska z pozostałościami z okresu od brązu do neolitu. |
| 6471    | Historyczne miasto portowe Izmir The Historical Port City of Izmir |         | Izmir 38°26′00″N 27°09′00″E/38,433333 27,150000 | K (ii)(iii)(iv)        | 2020 | Historyczne miasto portowe założone w III w. p.n.e. |
| 6472    | Zamek Zerzevan i mitreum Zerzevan Castle and Mithraeum |         | Diyarbakır 37°36′30,1″N 40°29′57,2″E/37,608353 40,499228 | K (iii)(iv)(vi)        | 2020 | Ruiny rzymskiego zamku |
| 6473    | Dolina Koramaz Koramaz Valley |         | Kayseri 38°48′09,8″N 35°41′02,4″E/38,802731 35,684006 | K (v)                  | 2020 | Zabytki rzymskie, m.in. 42 kościoły skalne, 21 kolumbariów. |
| 6534    | Średniowieczne kościoły i klasztory w Midyat i okolicach (Tur ʿAbdin) Late Antique and Medieval Churches and Monasteries of Midyat and Surrounding Area (Tur ʿAbdin) |         | Mardin | K (iii)(iv)(vi)        | 2021 | Dziewięċ obiektów skralnych, kościołów i klasztorów w Tur Abdin |
| 6535    | Historyczne miasto Kemaliye Historic Town of Kemaliye |         | Erzincan 38°30′00″N 39°16′00″E/38,500000 39,266667 | K (v)(viii)            | 2021 | |